# Crkva sv. Ilije Proroka u Obljaju
Crkva sv. Ilije Proroka je rimokatolička crkva u Obljaju. Danas se na zidu te crkvenalaze crne kamene ploče s uklesanim imenima Hrvata s ovog područja koji su ubijeni u Drugom svjetskom ratu i u Domovinskom ratu.
Stara župna crkva je u velikosrpskoj agresiji u BiH miniranjem u potpunosti srušena 1992. g. pod okriljem tadašnjih srpskih vojnih i civilnih vlasti. Miniranjem je tada srušena i druga katolička crkva na području općine Bosanskom Grahovo, ona u selu Uništu.
Poslije rata prišlo se obnovi, koja je novčarena isključivo sredstvima dobročinitelja iz inozemstva. Izgrađena je nova crkva na mjestu gdje je bila stara, ali nije bila dovršena do kraja. Posvećena je 2002. godine. 2018. se pristupilo dovršetku obnove.
Krajem 2018. dovršeni su planirani radovi na obnovi. Ova faza obnove uključivala je radove na pročelju, zamjenu dotrajalih drvenih prozorskih okana na zvoniku novim aluminijskim te unutranje žbukanje zidova. obnovljena isključivo sredstvima koja su preko javnih poziva Župi Grahovo u 2017. i 2018. dodijelila državna, entitetska i županijska ministarstva. Za 2019. se planira urediti interijer. Prozorski vitraji bit će djelo akademskog slikara Svetislava Cvetkovića sa Širokog Brijega. Ti vitraji prvi su koji se izrađuju u specijaliziranoj radionici Akademije likovnih umjetnosti u Širokom Brijegu.

## Zaštita
Povjerenstvo za očuvanje nacionalnih spomenika BiH uvrstilo je 2001.g. župnu crkvu sv. Ilije proroka u Bosanskom Grahovu na privremenu listu nacionalnih spomenika.